# Hickmann (Orgelbauerfamilie)
Hickmann war eine deutsche Orgelbauerfamilie, die von 1862 bis 1919 in Dachwig und Gotha (Thüringen) tätig war.

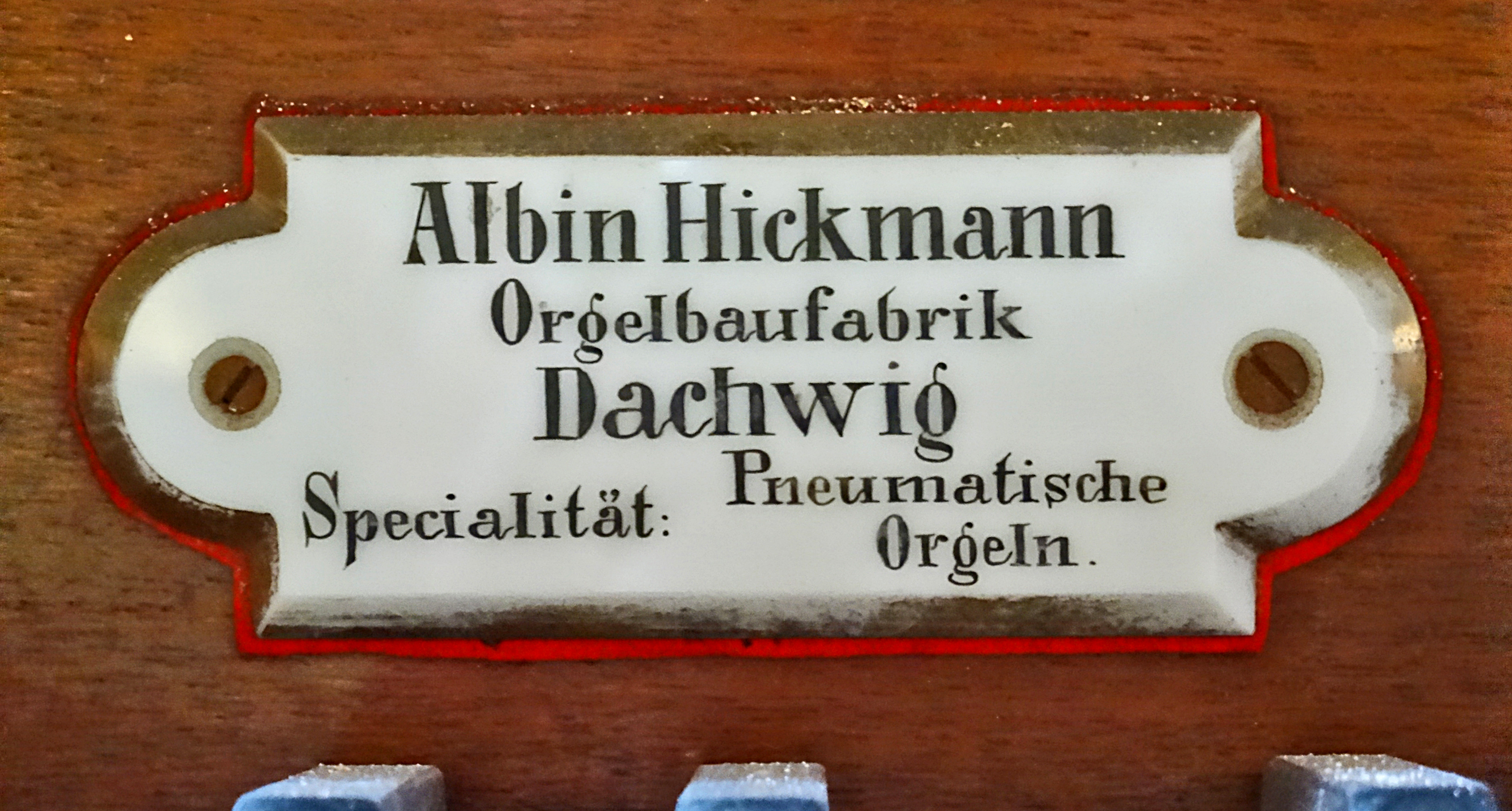
Firmenplakette in St. Gumberti (Clingen)

## Geschichte

### Karl Hickmann
Karl Hickmann wurde 1823 geboren und starb am 3. November 1897 in Dachwig.
1862 übernahm er die Firma von Julius Hesse in Dachwig. Um 1868 war er Geschäftsführer von Daniel & Hickmann, einer Orgelbau Firma, die er zusammen mit Carl Daniel führte. Von ca. 1880 an bis 1897 führte er wiederum geschäftsführend die Firma Karl Hickmann & Sohn, in der auch sein Sohn Albin Hickmann tätig war.

### Albin Hickmann
Albin Hickmann wurde 27. Juni 1854 in Dachwig geboren und starb am 15. April 1923 in Gotha.
Ab 1880 war er neben seinem Vater Geschäftsführer der Firma Karl Hickmann & Sohn. Albin Hickmann entwickelte eine pneumatische Registerkanzellenlade, die der Orgelbauer Paul Seewald 1906 in St. Petri, Sollstedt umsetzte. Nach dem Tod seines Vaters nahm er 1898 Georg Hoecke als Partner auf und führte die Orgelbaufirma unter dem Namen Albin Hickmann & Comp. weiter. 1907 ging in die Firma insolvent. Anschließend war Albin Hickmann selbständig bis 1908 in Dachwig und ab 1909 in Gotha tätig. 1919 übergab er die Firma an seinen Schwiegersohn Wiegand Helfenbein.

## Werke (Auswahl)
Ein großes „P“ steht für ein selbstständiges Pedal, ein kleines „p“ für ein angehängtes Pedal. Eine Kursivierung zeigt an, dass die betreffende Orgel nicht mehr erhalten ist oder lediglich noch der Prospekt aus der Werkstatt stammt. 

### Karl Hickmann
| Jahr | Ort             | Gebäude      | Bild | Manuale | Register | Bemerkungen                                           |
| ---- | --------------- | ------------ | ---- | ------- | -------- | ----------------------------------------------------- |
| 1863 | Dachwig         | St. Petrus   |      | II/P    | 27       | Wiederaufbau der Hesse-Orgel von 1794 in neuer Kirche |
| 1864 | Kleinballhausen | St. Aegidius |      | II/P    | 12       | Neubau                                                |
| 1877 | Thüringenhausen | St. Petrus   |      | II/P    | 12       | Neubau                                                |

### Daniel & Hickmann
| Jahr | Ort         | Gebäude    | Bild | Manuale | Register | Bemerkungen                                       |
| ---- | ----------- | ---------- | ---- | ------- | -------- | ------------------------------------------------- |
| 1868 | Henschleben | Dorfkirche |      | II/P    | 15       | Neubau, einzige nachgewiesene Arbeit dieser Firma |

### Karl Hickmann & Sohn
| Jahr | Ort            | Gebäude                        | Bild | Manuale | Register | Bemerkungen                                                                                           |
| ---- | -------------- | ------------------------------ | ---- | ------- | -------- | --- |
| 1884 | Abtsbessingen  | St. Crucis                     |      | II/P    |          | Neubau, 1913 durch Neubau von Wiegand Helfenbein ersetzt                                              |
| 1885 | Meckfeld       | St. Martin                     |      | II/P    | 10       | Neubau                                                                                                |
| 1885 | Wenigenehrich  | Dorfkirche                     |      | I/P     | 10       | Umdisponierung und Wiederaufbau in neuer Kirche der Hesse-Orgel von 1840                              |
| 1886 | Bellstedt      | St. Andreas                    |      | II/P    | 10       | Neubau →Orgel                                                                                         |
| 1889 | Sellerhausen   | Emmauskirche                   |      | I/P     | 7        | Neubau                                                                                                |
| 1891 | Oberrahmede    | Dorfkirche                     |      | II/P    | 6        | Neubau                                                                                                |
| 1892 | Wundersleben   | St. Bonifatius                 |      | II/P    | 15       | Neubau                                                                                                |
| 1893 | Clingen        | St. Gumberti                   |      | II/P    | 18       | Neubau →Orgel                                                                                         |
| 1893 | Erfurt         |                                |      | II/P    | 16       | Neubau für die Thüringer Gewerbe-Ausstellung vom 5. August bis 17. September 1893, Verbleib unbekannt |
| 1893 | Plaue          | Liebfrauenkirche               |      | II/P    | 18       | Neubau, 1986 durch Neubau von Orgelbau Schönefeld ersetzt                                             |
| 1893 | Werningshausen | St. Wigberti                   |      | II/P    | 17       | Neubau, 2003 durch Neubau der Firma Speith-Orgelbau ersetzt                                           |
| 1894 | Erfurt         | Katholisch-Apostolische Kirche |      | II/P    | 17       | Neubau                                                                                                |
| 1898 | Gräfentonna    | St. Peter und Paul             |      | II/P    | 21       | Neubau                                                                                                |
| 1898 | Sonneborn      | St. Peter und Paul             |      | II/P    | 20       | Neubau                                                                                                |

### Albin Hickmann & Comp.
| Jahr | Ort            | Gebäude                | Bild | Manuale | Register | Bemerkungen                                                                           |
| ---- | -------------- | ---------------------- | ---- | ------- | -------- | ------------------------------------------------------------------------------------- |
| 1899 | Banfe          | Dorfkirche             |      | II/P    | 7        | Neubau                                                                                |
| 1900 | Waltersleben   | St. Nikolai            |      | II/P    | 18       | romantische Umdisponierung der Schröter-Orgel von 1721                                |
| 1901 | Melchendorf    | St. Nikolaus           |      | II/P    | 9        | Neubau, 1930 neobarocke Umdisponierung, 2009 durch Neubau von Orgelbau Kutter ersetzt |
| 1905 | Fischelbach    | Dorfkirche             |      | II/P    | 7        | Neubau, 1961 ersetzt durch Neubau von Hans Dentler, Spieltisch in Herzhausen erhalten |
| 1906 | Großburschla   | St. Bonifatius         |      | II/P    | 15       | Neubau, 1950 neobarocke Umdisponierung durch Rudolf Böhm                              |
| 1907 | Urleben        | Beatae Mariae Virginis |      | II/P    | 9        | Neubau                                                                                |
| 1908 | Niederschelden | ev. Kirche             |      | II/P    | 16       | Neubau                                                                                |

### Albin Hickmann
| Jahr | Ort       | Gebäude       | Bild | Manuale | Register | Bemerkungen                                                                   |
| ---- | --------- | ------------- | ---- | ------- | -------- | ----------------------------------------------------------------------------- |
| 1910 | Wetzlar   | Dom           |      | III/P   |          | Neubau, nicht erhalten, 1953 neue Domorgel von Rudolf von Beckerath errichtet |
| 1914 | Lenterode | St. Katharina |      | II/P    | 13       | Neubau                                                                        |